# Oswaldo Ramírez
Oswaldo Felipe Ramírez Salcedo (Lima, 1947. március 28. –) válogatott perui labdarúgó, csatár.

## Pályafutása

### Klubcsapatban
1966 és 1969 között a Sport Boys labdarúgója volt. Az 1968-as idényben bajnoki gólkirály lett. 1970 és 1975 között a Universitario csapatában szerepelt. Két bajnoki címet szerzett az együttessel és tagja volt az 1972-es Copa Libertadores-döntős csapatnak. 1975 és 1977 között a mexikói Atletico Espanol játékosaként 1975-ben CONCACAF-bajnokok kupáját nyert. 1977 és 1980-ban a Sporting Cristal, 1980–81-ben a venezuelai Deportivo Galicia, 1981–82-ben ismét a Sporting Cristal labdarúgója volt. A Sportinggal további két bajnoki címet nyert. Az 1980-as idényben újra gólkirály lett a perui bajnokságban.

### A válogatottban
1969 és 1982 között 57 alkalommal szerepelt a perui válogatottban és 17 gólt szerzett. Részt vett az 1970-es mexikói világbajnokságon. Tagja volt az 1975-ös Copa América-győztes csapatnak.

## Sikerei, díjai
Peru
- Copa América
  - győztes: 1975

 Sport Boys
- Perui bajnokság
  - gólkirály: 1968

 Universitario
- Perui bajnokság
  - bajnok (2): 1971, 1974
- Copa Libertadores
  - döntős: 1972
  - gólkirály: 1972 (7 gól, holtversenyben), 1975 (8 gól, holtversenyben)

 Atlético Español
- CONCACAF-bajnokok kupája
  - győztes: 1975

 Sporting Cristal
- Perui bajnokság
  - bajnok (3): 1979, 1980
  - gólkirály: 1980

 Deportivo Galicia
- Venezuelai kupa
  - győztes: 1981